# Функція Мінковського

Функція Мінковського

Функція «знак питання» Мінковського — побудована Германом Мінковським монотонна сингулярна функція {\displaystyle ?(x)} на відрізку {\displaystyle [0,1]}, яка має низку чудових властивостей. Так, вона взаємно-однозначно і зі збереженням порядку переводить квадратичні ірраціональності (тобто, числа вигляду {\displaystyle a+{\sqrt {b}},} де {\displaystyle a} і {\displaystyle b} раціональні) на відрізку {\displaystyle [0,1]} у раціональні числа на тому ж відрізку, а раціональні числа — в двійково-раціональні. Вона пов'язана з рядами Фарея, ланцюговими дробами, і дробово-лінійними перетвореннями, а її графік має низку цікавих симетрій.

## Побудова
Функцію Мінковського можна задати декількома еквівалентними способами: через ряди Фарея, через ланцюгові дроби і побудовою графіка за допомогою послідовних ітерацій.

### Задання за допомогою дерева Штерна— Броко
На кінцях відрізка функція Мінковського задається як {\displaystyle ?(0)=0} і {\displaystyle ?(1)=1}. Після цього для будь-яких двох раціональних чисел {\displaystyle {\frac {a}{b}}} і {\displaystyle {\frac {c}{d}}}, для яких {\displaystyle ad-bc=1} — іншими словами, для будь-яких двох послідовних у будь-якому з рядів Фарея, — функція в їх медіанті {\displaystyle {\frac {a+c}{b+d}}} визначається як середнє арифметичне значень у цих точках:
{\displaystyle ?\left({\frac {a+c}{b+d}}\right)={\frac {1}{2}}\left(?\left({\frac {a}{b}}\right)+?\left({\frac {c}{d}}\right)\right).}
Так
{\displaystyle ?\left({\frac {1}{2}}\right)={\frac {?(0)+?(1)}{2}}={\frac {1}{2}},}
{\displaystyle ?\left({\frac {1}{3}}\right)={\frac {?(0)+?(1/2)}{2}}={\frac {1}{4}},}
{\displaystyle ?\left({\frac {2}{3}}\right)={\frac {?(1/2)+?(1)}{2}}={\frac {3}{4}}}
і так далі.
Оскільки послідовності
{\displaystyle {\frac {0}{1}},{\frac {1}{1}},}
{\displaystyle {\frac {0}{1}},{\frac {1}{2}},{\frac {1}{1}},}
{\displaystyle {\frac {0}{1}},{\frac {1}{3}},{\frac {1}{2}},{\frac {2}{3}},{\frac {1}{1}},}
у яких наступна виходить з попередньої дописуванням між кожними сусідніми її елементами їх медіанти, перераховують в об'єднанні всі раціональні числа відрізка {\displaystyle [0,1]} (див. дерево Штерна — Броко), така ітеративна процедура задає функцію Мінковського у всіх раціональних точках {\displaystyle [0,1]}. Більш того, легко бачити, що множиною її значень у цих точках виявляються точно всі двійково-раціональні числа {\displaystyle [0,1]} — іншими словами, щільна в {\displaystyle [0,1]} множина. Тому побудована функція за монотонністю однозначно продовжується до неперервної функції {\displaystyle ?\colon [0,1]\to [0,1]}, і це якраз і є функція Мінковського.

### Задання за допомогою ланцюгового дробу
Функція Мінковського, в певному сенсі, перетворює розклад у ланцюговий дріб на подання в двійковій системі числення. А саме, точку {\displaystyle x\in [0,1]}, що розкладається в ланцюговий дріб як {\displaystyle x=[0;a_{1},a_{2},\ldots ]}, функція Мінковського переводить у
{\displaystyle ?(x)=\sum _{k=1}^{\infty }{\frac {(-1)^{k-1}}{2^{a_{1}+\ldots +a_{k}-1}}}.}
Іншими словами, точка
{\displaystyle x={\frac {1}{a_{1}+{\dfrac {1}{a_{2}+{\dfrac {1}{a_{3}+\ldots }}}}}}}
переходить у точку
{\displaystyle ?(x)=0{,}\underbrace {0\ldots 0} _{a_{1}-1}\underbrace {1\ldots 1} _{a_{2}}\underbrace {0\ldots 0} _{a_{3}}\underbrace {1\ldots 1} _{a_{4}}\ldots _{(2)}.}

## Самоподібність
Нехай точка {\displaystyle x\in [0,1]} задається ланцюговим дробом {\displaystyle x=[0;a_{1},a_{2},\ldots ]}. Тоді збільшення {\displaystyle a_{1}} на одиницю, тобто, перехід до {\displaystyle y=[0;a_{1}+1,a_{2},\ldots ]} задається відображенням
{\displaystyle f\colon x\mapsto y={\frac {1}{1+{\dfrac {1}{x}}}}={\frac {x}{1+x}},}
а функція Мінковського після такого перетворення ділиться (як це випливає з її задання через ланцюговий дріб аргументу) навпіл:
{\displaystyle ?\left({\frac {x}{1+x}}\right)={\frac {?(x)}{2}}.\qquad (1)}
З іншого боку, зі симетрії відносно {\displaystyle 1/2} медіантної конструкції легко бачити, що
{\displaystyle ?(1-x)=1-?(x).\qquad (2)}
Перетворивши (1) за допомогою (2), бачимо, що під дією відображення {\displaystyle g(x)=1-f(1-x)=1-{\frac {1-x}{2-x}}={\frac {1}{2-x}}} функція Мінковського перетворюється як
{\displaystyle ?\left({\frac {1}{2-x}}\right)={\frac {1+?(x)}{2}}.}
Тому графік функції Мінковського переводиться в себе кожним із перетворень
{\displaystyle F(x,t)=\left({\frac {x}{1+x}},{\frac {t}{2}}\right),\quad G(x,t)=\left({\frac {1}{2-x}},{\frac {1+t}{2}}\right).\qquad (3)}
Більш того, об'єднання їх образів — це точно весь початковий графік, оскільки образ {\displaystyle F} — це частина графіка над відрізком {\displaystyle [0,1/2]}, а образ {\displaystyle G} — графік над відрізком {\displaystyle [1/2,1]}.

## Побудова графіка як фрактала
Графік функції Мінковського можна побудувати як граничну множину для системи ітераційних функцій. А саме, відображення {\displaystyle F} і {\displaystyle G}, задані формулами (3), зберігають графік функції Мінковського і переводять одиничний квадрат всередину себе. Тому послідовність множин {\displaystyle X_{n}}, визначена рекурсивно співвідношеннями
{\displaystyle X_{0}=[0,1]\times [0,1],\quad X_{n+1}=F(X_{n})\cup G(X_{n}),}
є спадна за вкладенням послідовність множин, причому графік {\displaystyle \Gamma =\{(x,?(x))\mid x\in [0,1]\}} функції Мінковського міститься в будь-якій із них.
Неважко помітити, що {\displaystyle X_{n}} є об'єднанням прямокутників висоти {\displaystyle 1/2^{n}}, Тому гранична множина
{\displaystyle X_{\infty }=\bigcap _{n}X_{n}}
є графіком деякої функції. Оскільки {\displaystyle \Gamma \subset X_{\infty }}, то вони збігаються. Тому графік функції Мінковського це гранична множина системи ітераційних функцій
{\displaystyle F,G:[0,1]^{2}\to [0,1]^{2}.}

## Властивості
- Функція Мінковського сингулярна, тобто в майже будь-який (за мірою Лебега) точці {\displaystyle x\in [0,1]} її похідна існує і дорівнює нулю. Тим самим, міра на {\displaystyle [0,1]}, функцією розподілу якої є функція Мінковського (продовжена нулем на від'ємні числа і одиницею на більші одиниці), сингулярна.
- Функція Мінковського взаємно однозначно переводить раціональні числа на відрізку {\displaystyle [0,1]} у двійково-раціональні числа на тому ж відрізку.
- Функція Мінковського взаємно однозначно переводить квадратичні ірраціональності на відрізку {\displaystyle [0,1]} у раціональні числа на тому ж відрізку. Дійсно, число {\displaystyle x} є квадратичною ірраціональністю тоді і тільки тоді, коли його розклад у ланцюговий дріб, починаючи з деякого моменту, періодичний; з іншого боку, ця періодичність рівносильна періодичності двійкового запису образу — іншими словами, раціональності {\displaystyle ?(x)}.
- Графік функції Мінковського переводиться в себе відображеннями {\displaystyle F} і {\displaystyle G}, заданими (3), а, отже, і їх композиціями.